# Petra Federau
Petra Federau (* 28. November 1969 in Schwerin) ist eine deutsche Politikerin (AfD). Seit 2021 ist sie Abgeordnete im Landtag Mecklenburg-Vorpommern. Dort ist sie die Energiepolitische Sprecherin sowie die Kinder-, Jugend- und Familienpolitische Sprecherin der AfD-Fraktion MV. Seit 2020 ist sie Fraktionsvorsitzende der AfD-Stadtfraktion in der Stadtvertretung der Landeshauptstadt Schwerin sowie seit 2024 Vorsitzende des Ausschusses für Bildung, Soziales und Sport.

## Leben
Federau machte eine Ausbildung beim Energiekombinat Nord und war Angestellte beim Energieversorger WEMAG. Bis 2004 pachtete sie einen Pferdestall in Groß Rogahn, um dort eine Zucht von Araber-Pferden zu betreiben. In Badow pachtete sie 2004 das Gutshaus Badow, um dort ein Schloss- und Reithotel zu etablieren.
Federau ist verheiratet, hat vier Kinder und lebt in Schwerin.

## Politik
Federau bewarb sich 2004 für die CDU für den Gemeinderat sowie das Bürgermeisteramt in der Gemeinde Badow. Sie ist Gründungsmitglied des am 21. April 2013 gegründeten AfD-Landesverbandes in Mecklenburg-Vorpommern und war dort Mitglied im Landesvorstand. Sie wird dem rechten Parteiflügel zugerechnet.
Seit der Kommunalwahl 2014 ist sie Mitglied der Stadtvertretung der Landeshauptstadt Schwerin; dort ist sie zudem Vorsitzende der AfD-Fraktion sowie seit 2024 Vorsitzende des Ausschusses für Bildung, Soziales und Sport. Bei der Landtagswahl in Mecklenburg-Vorpommern 2016 kandidierte sie zunächst auf Platz 3 der Landesliste der AfD. Nachdem ihr jedoch vorgeworfen worden war, einen Escort-Service betrieben und Prostituierte nach Dubai in die Vereinigten Arabischen Emirate vermittelt zu haben, verlor sie aufgrund des Beschlusses eines Sonderparteitages im Mai 2016 ihren Platz auf der Landesliste. Sie kandidierte auch für das Direktmandat im Landtagswahlkreis Schwerin II, verfehlte jedoch den Einzug in den Landtag.
Bei der Landtagswahl 2021 kandidierte sie erneut auf der Landesliste und im Wahlkreis Schwerin II. Sie zog über die Landesliste als Abgeordnete in den Landtag von Mecklenburg-Vorpommern ein. Dort ist sie die Energiepolitische Sprecherin sowie die Kinder-, Jugend- und Familienpolitische Sprecherin der AfD-Fraktion MV.